# Samuel Rosenthal
Pour les articles homonymes, voir Rosenthal.
 (août 2019).
Si vous disposez d'ouvrages ou d'articles de référence ou si vous connaissez des sites web de qualité traitant du thème abordé ici, merci de compléter l'article en donnant les références utiles à sa vérifiabilité et en les liant à la section « Notes et références ».
Samuel Rosenthal, né le 7 septembre 1837 à Suwałki, en Pologne, alors dans l'Empire russe, mort le 12 septembre 1902 à Neuilly-sur-Seine, en France), est un joueur d'échecs professionnel et journaliste franco-polonais.

## Biographie

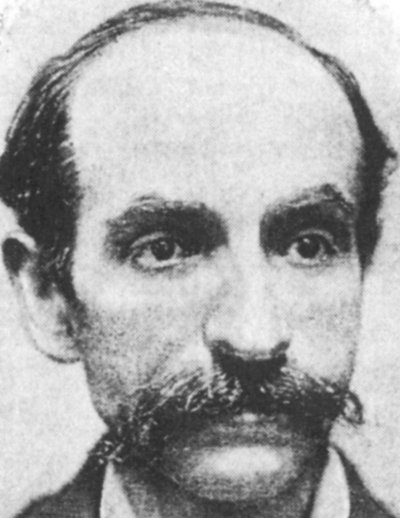
Samuel Rosenthal vers 1885.

Samuel Rosenthal grandit dans une Pologne occupée par la Russie tsariste, qu'il quitte après la révolte avortée de 1863-1864 pour émigrer en France. À Paris, il devient au cours des années 1865-1867 un joueur professionnel couronné de succès au café de la Régence, où il gagne une multitude de tournois. En 1867, il participe, représentant déjà la France, au grand tournoi international de Paris, organisé à l'occasion de l'Exposition universelle. Sa neuvième place ne correspond pas tout à fait à sa force de jeu réelle. En 1870, il participe au tournoi international de Baden-Baden ; il bat le vainqueur final, Adolf Anderssen, mais doit quitter le tournoi avant la fin en raison du déclenchement de la guerre franco-allemande et finit dernier. En 1873 à Vienne, il est quatrième, en 1878 à Paris septième. 1880 voit son plus grand succès, quand il gagne le tournoi de Paris. En 1883, il finit huitième au tournoi d'échecs de Londres 1883 en battant deux fois Wilhelm Steinitz et remporte le prix de beauté.
Outre les échecs, Samuel Rosenthal travaille surtout comme journaliste. Entre autres, il est l'éditeur du journal d'échecs français La Stratégie, et par ailleurs il publie une multitude de rubriques d'échecs dans différents journaux, entre autres de 1885 à 1902 celle du Monde illustré. À côté de cela, il gagne de quoi vivre en enseignant les échecs. Après Wilhelm Steinitz, il est sans doute celui qui a le mieux réussi matériellement dans ce domaine au XIXe siècle.